# Neospintharus syriacus
Neospintharus syriacus är en spindelart som först beskrevs av O. Pickard-Cambridge 1872.  Neospintharus syriacus ingår i släktet Neospintharus och familjen klotspindlar. Inga underarter finns listade i Catalogue of Life.